# Хрупачев, Геннадий Иванович
Геннадий Иванович Хрупачев (1923—2010) — советский инженер-энергетик и организатор производства. Заслуженный энергетик РСФСР (1985).  Почетный гражданин Суворовского района (2005). Почётный гражданин Тульской области (2008).

## Биография
Родился 27 декабря 1923 года в деревне Якшино, Комсомольского района Ивановской области в крестьянской семье.
С 20 июня 1941 года, в начальный период Великой Отечественной войны, в возрасте семнадцати лет, Г. И. Хрупачев был призван в ряды Рабоче-Крестьянской Красной армии и отправлен в действующую армию, участник Великой Отечественной войны в составе 84-го отдельного гвардейского батальона связи 54-й гвардейской стрелковой дивизии 3-го гвардейского стрелкового корпуса 5-й Ударной армии — гвардии старший сержант, командир отделения линейного взвода и начальник телефонной станции. Воевал на 4-м Украинском, Калининском, Юго-Западном, 1-м Белорусском и 3-м Белорусском фронтах, участник  Сталинградской битвы, участвовал в освобождении Украины и Белоруссии, прошёл боевой путь до Берлина и Праги, был дважды ранен. 24 июня 1945 года Г. И. Хрупачев принимал участие в Параде Победы в Москве. За участие в войне и проявленные храбрость и героизм был награждён тремя орденами Отечественной войны I и II степени и орденом Красной Звезды.
В 1947 году был демобилизован из рядов Советской армии. С 1947 по 1952 годы проходил обучение в Ивановском энергетическом институте. С 1952 по 1965 год работал инженером, позже был назначен начальником смены турбинного цеха. С 1965 по 1969 годы — директор Черепетской ГРЭС. В качестве руководителя  на Черепетской ГРЭС, Г. И. Хрупачев принимал участие в освоении первых в СССР и Европе головных энергетических блоков мощностью от 150 до 300 тысяч киловатт. 
С 1969 по 1986 годы, в течение семнадцати лет, Г. И. Хрупачев был руководителем «Тулэнерго». Под руководством и при непосредственном участии Г. И. Хрупачева была проведена полная модернизация энергетических систем Тульской области. «За большой вклад в дело развития энергетических систем и активную общественную деятельность» Г. И. Хрупачев был награждён Орденом Ленина.
С 1986 года Г. И. Хрупачев занимался общественной деятельностью, был членом Тульского регионального отделения Всероссийской общественной организации ветеранов (пенсионеров) войны, труда, Вооруженных сил и правоохранительных органов
8 мая 1985 года Указом Президиума Верховного Совета РСФСР «За заслуги в области энергетики» Г. И. Хрупачеву было присвоено почётное звание — Заслуженный энергетик РСФСР.  
В 2005 году Г. И. Хрупачеву было присвоено почётное звание Почетный гражданин Суворовского района
27 августа 2008 года «за выдающиеся заслуги перед Российской Федерацией и Тульской областью, высокий личный авторитет, многолетний добросовестный труд, большой личный вклад в социально-экономическое развитие Тульской области» Г. И. Хрупачеву было присвоено почётное звание — Почётный гражданин Тульской области.
Скончался 3 сентября 2010 года, похоронен на Смоленском кладбище в городе Тула.

## Награды

### Ордена, медали
- Орден Ленина
- Три Ордена Отечественной война I (28.02.1945[2]) и II степени (22.07.1944[2], 06.04.1985[8])
- Орден  Трудового Красного Знамени
- Орден Знак Почёта
- Орден Красной Звезды (16.09.1943[2])
- Медаль «За взятие Берлина» (09.06.1945[2])
- Медаль «За оборону Сталинграда» (22.12.1942[2])
- Медаль «За победу над Германией в Великой Отечественной войне 1941—1945 гг.»[2]
- Медаль «За освобождение Праги»[2]
- Медаль «За взятие Кенигсберга»[2]

### Звания
- Заслуженный энергетик РСФСР (8.05.1985[6])
- Почётный гражданин Тульской области (27.08.2008 № 55-пг)
- Почетный гражданин Суворовского района (2005[7])

## Память
- В честь Г. И. Хрупачева на здании центрального управления филиала «Тулэнерго» открыта мемориальная доска[4].